# Tevet
Tevet eller tebet (hebreiska: טֵבֵת) är den tionde månaden i den judiska kalendern. Månaden har alltid 29 dagar och motsvaras i den babyloniska kalendern av månaden tasrîtu. I den gregorianska kalendern infaller månaden i december–januari.